# 이베르나투스
이베르나투스(Hibernatus)는 프랑스에서 제작된 에두아르드 몰리나로 감독의 1969년 코미디, 판타지, SF 영화이다. 루이스 드 푸네스 등이 주연으로 출연하였다.

## 출연

### 주연
- 루이스 드 푸네스
- 마셀 론데일
- 클로드 겐색

### 조연
- 버나드 앨런
- 아닉 앨런